# Ansignan
Ansignan  est une commune française située dans le nord du département des Pyrénées-Orientales, en région Occitanie. Sur le plan historique et culturel, la commune est dans le Fenouillèdes, une dépression allongée entre les Corbières et les massifs pyrénéens recouvrant la presque totalité du bassin de l'Agly.
Exposée à un climat méditerranéen, elle est drainée par l'Agly, la Desix, la Rivérole et par un autre cours d'eau. La commune possède un patrimoine naturel remarquable composé d'une zone naturelle d'intérêt écologique, faunistique et floristique.
Ansignan est une commune rurale qui compte 168 habitants en 2022. Elle fait partie de l'aire d'attraction de Perpignan. Ses habitants sont appelés les Ansignanais ou  Ansignanaises.

## Géographie

### Localisation
La commune d'Ansignan se trouve dans le département des Pyrénées-Orientales, en région Occitanie.
Elle se situe à 32 km à vol d'oiseau de Perpignan, préfecture du département, à 18 km de Prades, sous-préfecture, et à 29 km de Rivesaltes, bureau centralisateur du canton de la Vallée de l'Agly dont dépend la commune depuis 2015 pour les élections départementales.
La commune fait en outre partie du bassin de vie d'Ille-sur-Têt.
Les communes les plus proches sont : 
Trilla (2,4 km), Saint-Arnac (2,4 km), Feilluns (2,6 km), Pézilla-de-Conflent (3,7 km), Lansac (3,7 km), Lesquerde (4,6 km), Saint-Martin-de-Fenouillet (4,8 km), Prats-de-Sournia (4,9 km).
Sur le plan historique et culturel, Ansignan fait partie du Fenouillèdes, une dépression allongée entre les Corbières et les massifs pyrénéens recouvrant la presque totalité du bassin de l'Agly. Ce territoire est culturellement une zone de langue occitane.
| Saint-Martin-de-Fenouillet | Saint-Arnac |          |
| Feilluns                   | Ansignan    | Caramany |
|                            | Trilla      |          |

Situation de la commune (en vert) relativement au département.
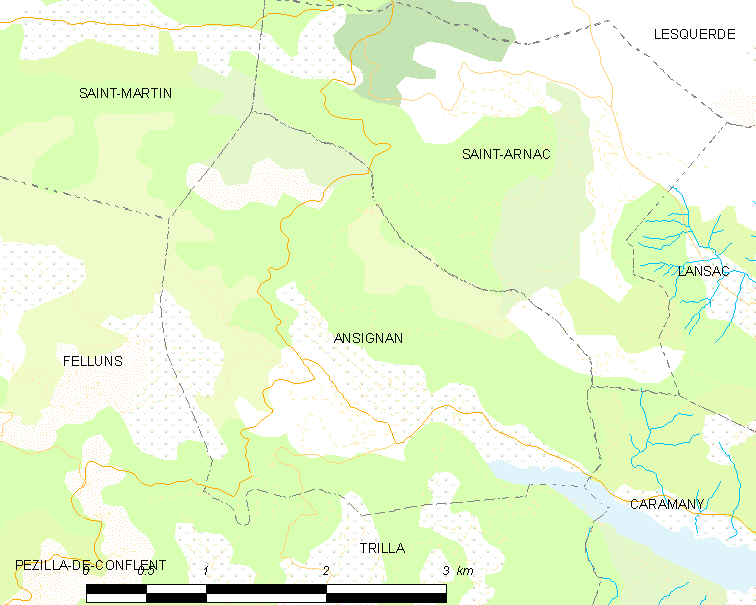
Situation d'Ansignan.

### Géologie et relief
La superficie de la commune est de 784 hectares. L'altitude varie entre 155 et 583 mètres. Le centre du village est à une altitude de 245 m.
La commune est classée en zone de sismicité 3, correspondant à une sismicité modérée.
Ansignan avait des carrières de feldspath.

### Hydrographie
Le village est situé sur une colline, dominant la vallée de l'Agly. La Desix, venue de Sournia, en est un affluent. C'est au confluent de ces deux cours d'eau que naît le barrage sur l'Agly.

### Climat
Pour des articles plus généraux, voir Climat de l'Occitanie et Climat des Pyrénées-Orientales.
En 2010, le climat de la commune est de type climat méditerranéen franc, selon une étude du CNRS s'appuyant sur une série de données couvrant la période 1971-2000. En 2020, Météo-France publie une typologie des climats de la France métropolitaine dans laquelle la commune est exposée à un climat de montagne ou de marges de montagne et est dans la région climatique Pyrénées orientales, caractérisée par une faible pluviométrie, un très bon ensoleillement (2 600 h/an), un air sec, particulièrement en hiver et peu de brouillards.
Pour la période 1971-2000, la température annuelle moyenne est de 14 °C, avec une amplitude thermique annuelle de 15 °C. Le cumul annuel moyen de précipitations est de 836 mm, avec 7,4 jours de précipitations en janvier et 3,8 jours en juillet. Pour la période 1991-2020, la température moyenne annuelle observée sur la station météorologique la plus proche, située sur la commune de Saint-Paul-de-Fenouillet à 6 km à vol d'oiseau, est de 14,7 °C et le cumul annuel moyen de précipitations est de 765,9 mm,. Pour l'avenir, les paramètres climatiques de la commune estimés pour 2050 selon différents scénarios d’émission de gaz à effet de serre sont consultables sur un site dédié publié par Météo-France en novembre 2022.

### Milieux naturels et biodiversité

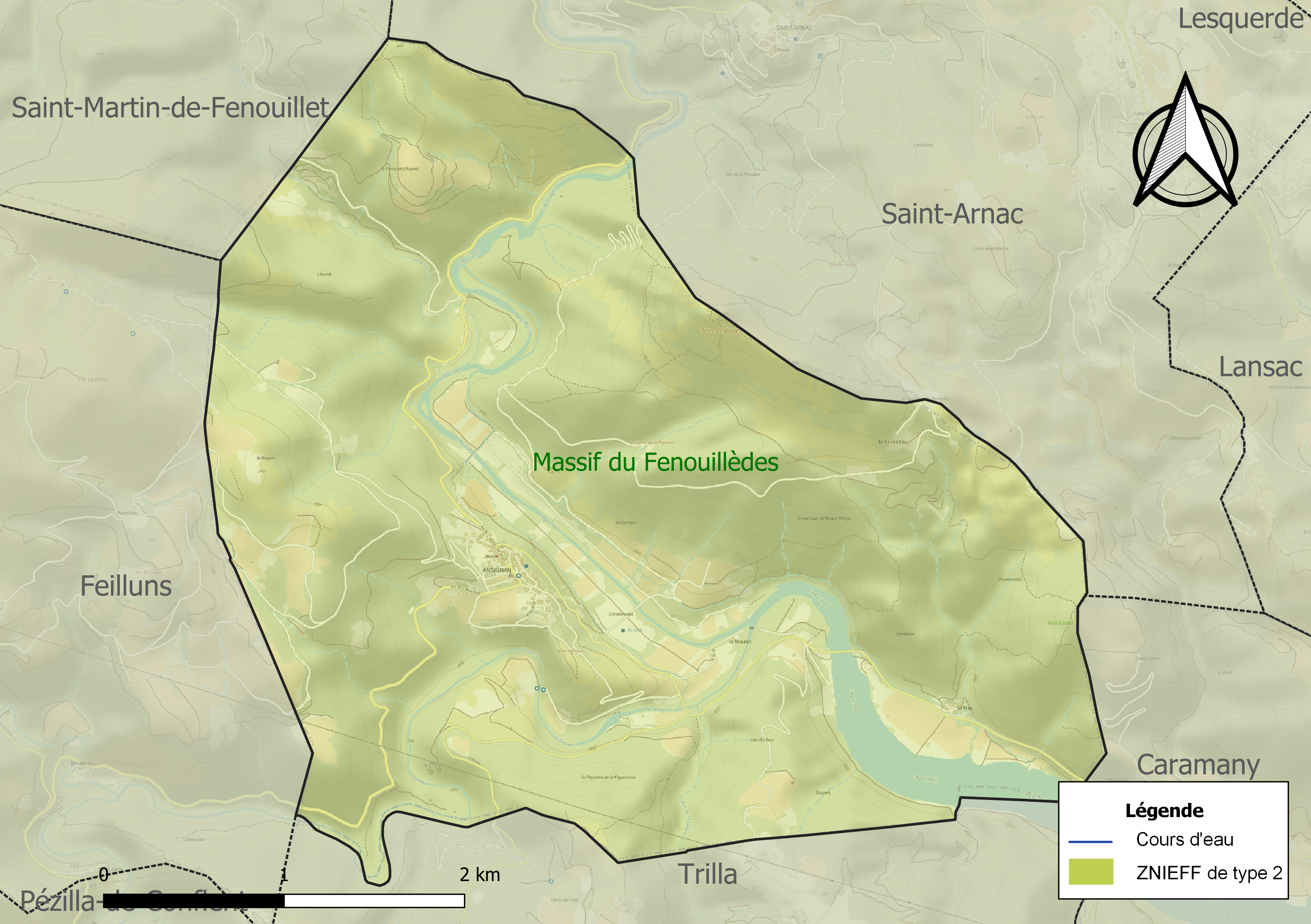
Carte de la ZNIEFF de type 2 localisée sur la commune.

L’inventaire des zones naturelles d'intérêt écologique, faunistique et floristique (ZNIEFF) a pour objectif de réaliser une couverture des zones les plus intéressantes sur le plan écologique, essentiellement dans la perspective d’améliorer la connaissance du patrimoine naturel national et de fournir aux différents décideurs un outil d’aide à la prise en compte de l’environnement dans l’aménagement du territoire.
Une ZNIEFF de type 2 est recensée sur la commune :
le « massif du Fenouillèdes » (34 157 ha), couvrant 40 communes dont une dans l'Aude et 39 dans les Pyrénées-Orientales.

## Urbanisme

### Typologie
Au 1er janvier 2024, Ansignan est catégorisée commune rurale à habitat dispersé, selon la nouvelle grille communale de densité à sept niveaux définie par l'Insee en 2022.
Elle est située hors unité urbaine. Par ailleurs la commune fait partie de l'aire d'attraction de Perpignan, dont elle est une commune de la couronne,. Cette aire, qui regroupe 118 communes, est catégorisée dans les aires de 200 000 à moins de 700 000 habitants,.

### Occupation des sols
L'occupation des sols de la commune, telle qu'elle ressort de la base de données européenne d’occupation biophysique des sols Corine Land Cover (CLC), est marquée par l'importance des forêts et milieux semi-naturels (71 % en 2018), en augmentation par rapport à 1990 (66,9 %). La répartition détaillée en 2018 est la suivante : 
forêts (47,5 %), milieux à végétation arbustive et/ou herbacée (23,5 %), cultures permanentes (14,9 %), zones agricoles hétérogènes (12,8 %), eaux continentales (1,2 %). L'évolution de l’occupation des sols de la commune et de ses infrastructures peut être observée sur les différentes représentations cartographiques du territoire : la carte de Cassini (XVIIIe siècle), la carte d'état-major (1820-1866) et les cartes ou photos aériennes de l'IGN pour la période actuelle (1950 à aujourd'hui).

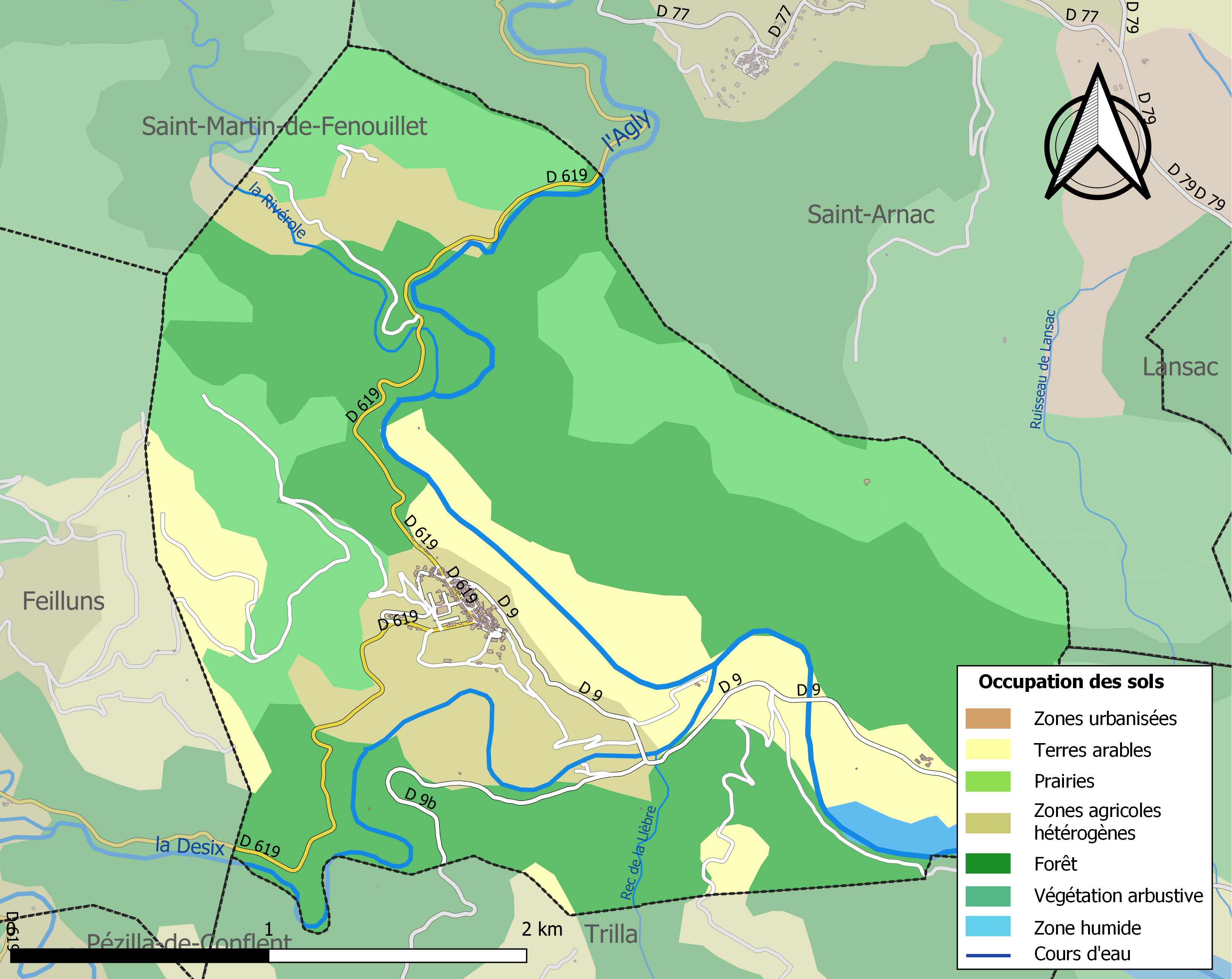
Carte des infrastructures et de l'occupation des sols de la commune en 2018 (CLC).

### Morphologie urbaine
L'essentiel des zones urbanisées est situé entre la rive droite de l'Agly et la rive gauche de la Desix.

### Logement
Ansignan comprend en 2009 159 logements, parmi lesquels 55,4 % sont des résidences principales, 41,3 % sont des résidences secondaires et 3,3 % sont vacants. 73,3 % des ménages sont propriétaires de leur logement.

### Voies de communication et transports
Accès par :
- Saint-Paul-de-Fenouillet en suivant la D 619 ;
- Estagel en suivant la D 9 qui traverse Latour-de-France, Planèzes et Rasiguères ;
- Ille-sur-Têt en suivant la D 2 puis la D 21 traversant Bélesta et Caramany.

### Risques majeurs
Le territoire de la commune d'Ansignan est vulnérable à différents aléas naturels : inondations, climatiques (grand froid ou canicule), feux de forêts, mouvements de terrains et séisme (sismicité modérée). Il est également exposé à un risque particulier, le risque radon,.

#### Risques naturels
Certaines parties du territoire communal sont susceptibles d’être affectées par le risque d’inondation par crue torrentielle de cours d'eau du bassin de l'Agly.
Les mouvements de terrains susceptibles de se produire sur la commune sont soit des mouvements liés au retrait-gonflement des argiles, soit des glissements de terrains, soit des chutes de blocs, soit des effondrements liés à des cavités souterraines. Une cartographie nationale de l'aléa retrait-gonflement des argiles permet de connaître les sols argileux ou marneux susceptibles vis-à-vis de ce phénomène. L'inventaire national des cavités souterraines permet par ailleurs de localiser celles situées sur la commune.

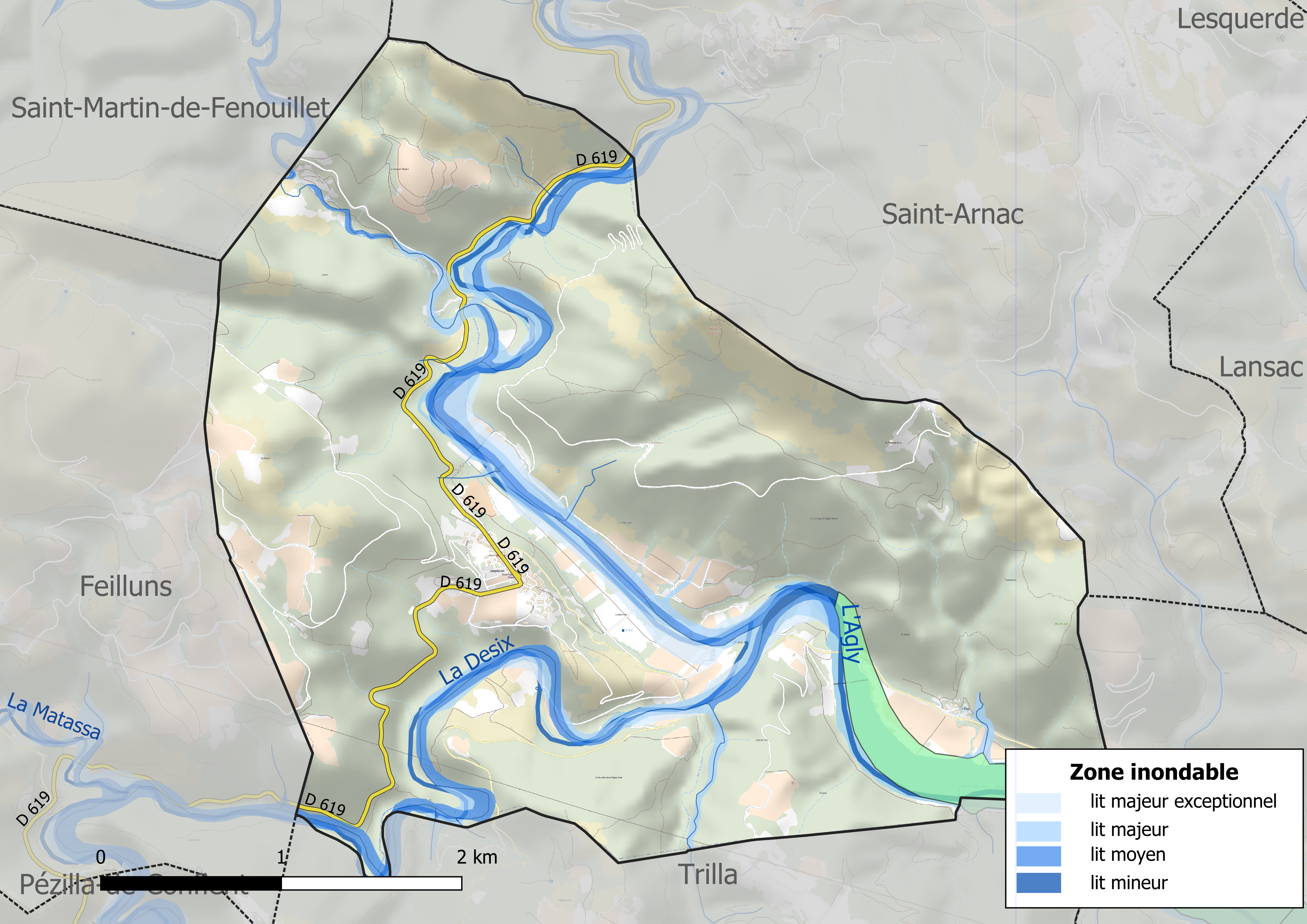
Carte des zones inondables.
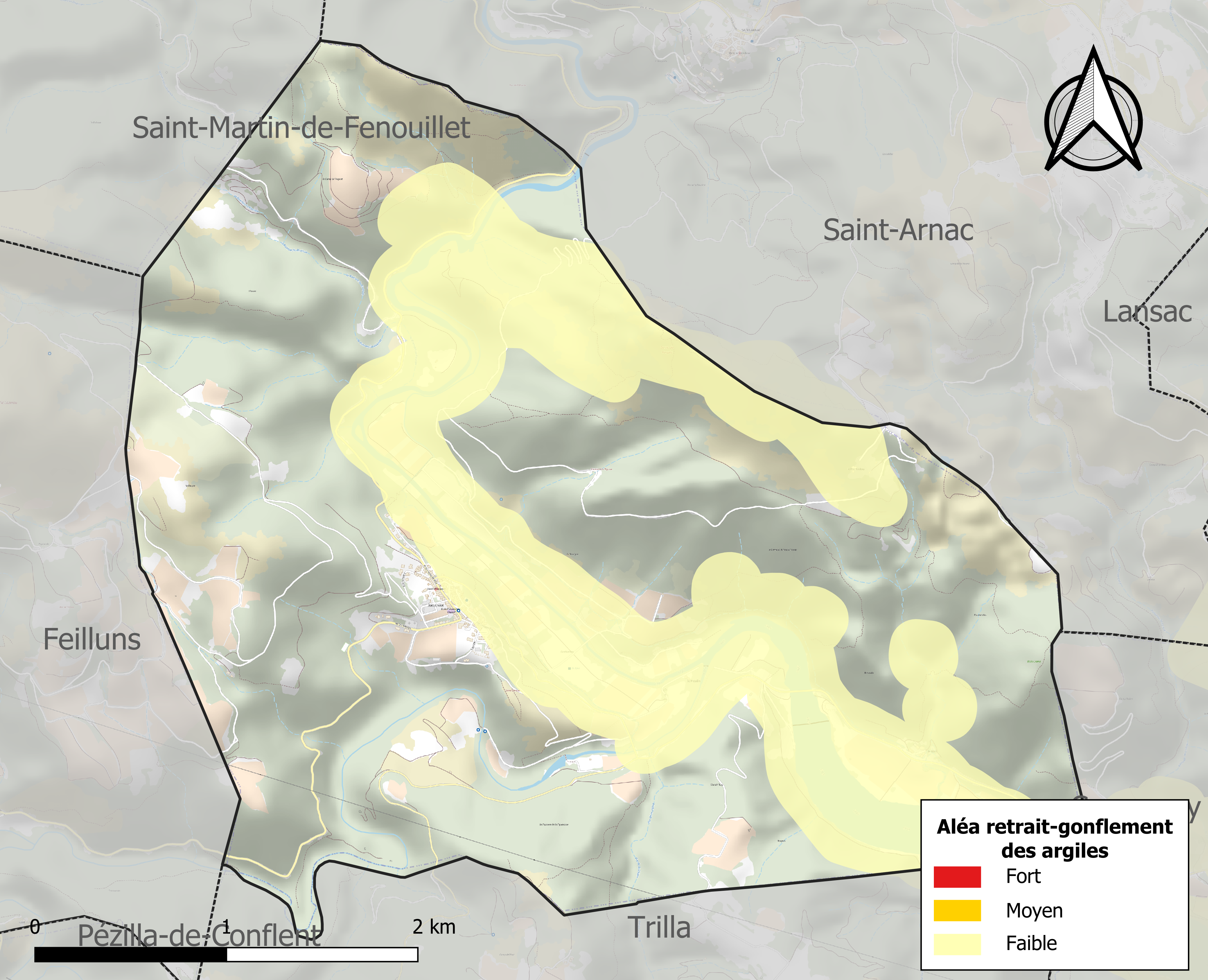
Carte des zones d'aléa retrait-gonflement des argiles.

#### Risque particulier
Dans plusieurs parties du territoire national, le radon, accumulé dans certains logements ou autres locaux, peut constituer une source significative d’exposition de la population aux rayonnements ionisants. Toutes les communes du département sont concernées par le risque radon à un niveau plus ou moins élevé. Selon la classification de 2018, la commune d'Ansignan est classée en zone 3, à savoir zone à potentiel radon significatif.

## Toponymie
Formes du nom

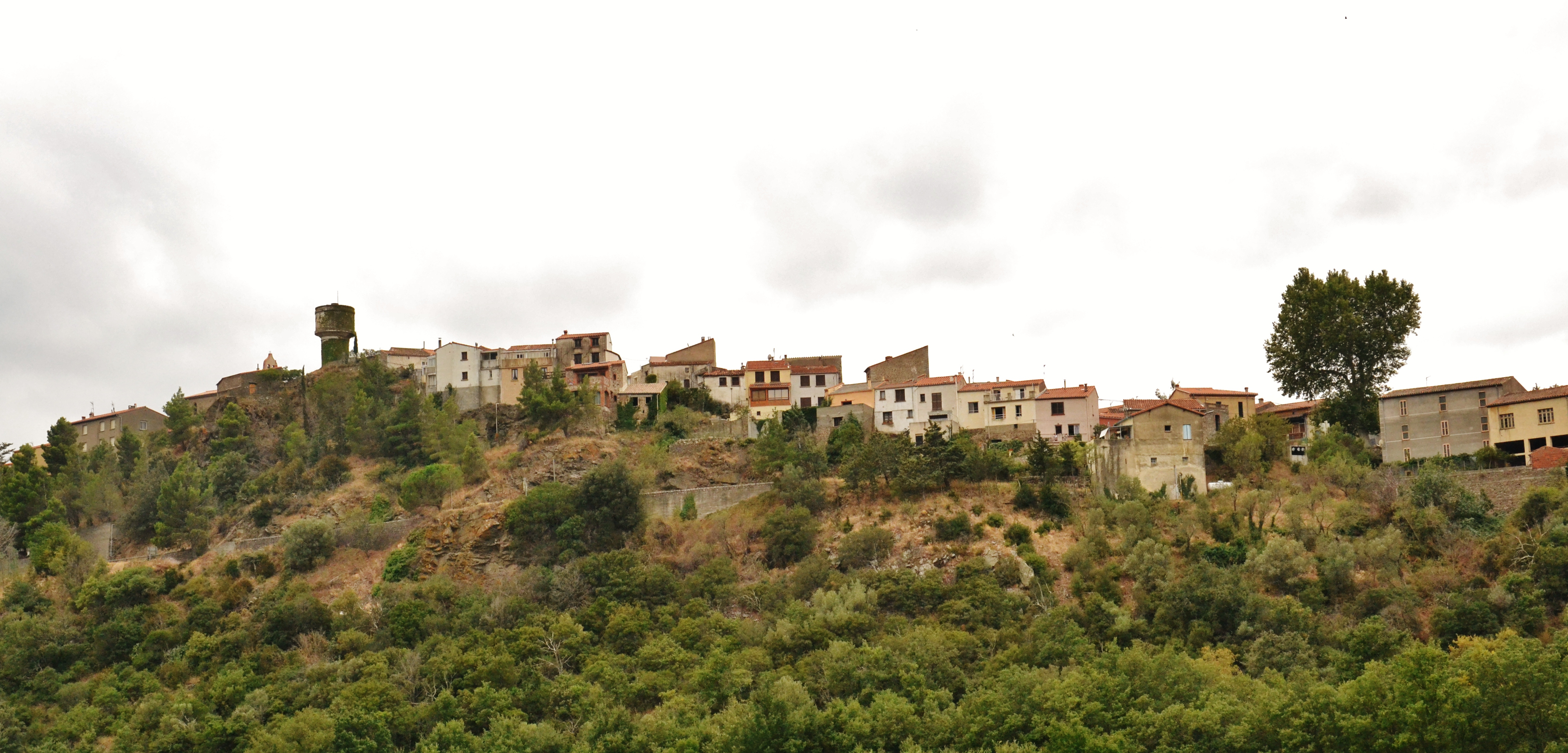
Vue générale du village.

Les anciennes mentions du nom donnent Villa Ansiniano (1012), Anciyas (1395) et Ansinhan (XVIIe siècle). La forme Ansignan apparaît au XVIIIe siècle.
Le nom de la commune est Ansinhan en occitan et Ansinyà en catalan.
Étymologie
Le nom d'Ansignan vient probablement du propriétaire d'un domaine romain, Ancinius ou Ansinius, suivi du suffixe -anum.

## Histoire

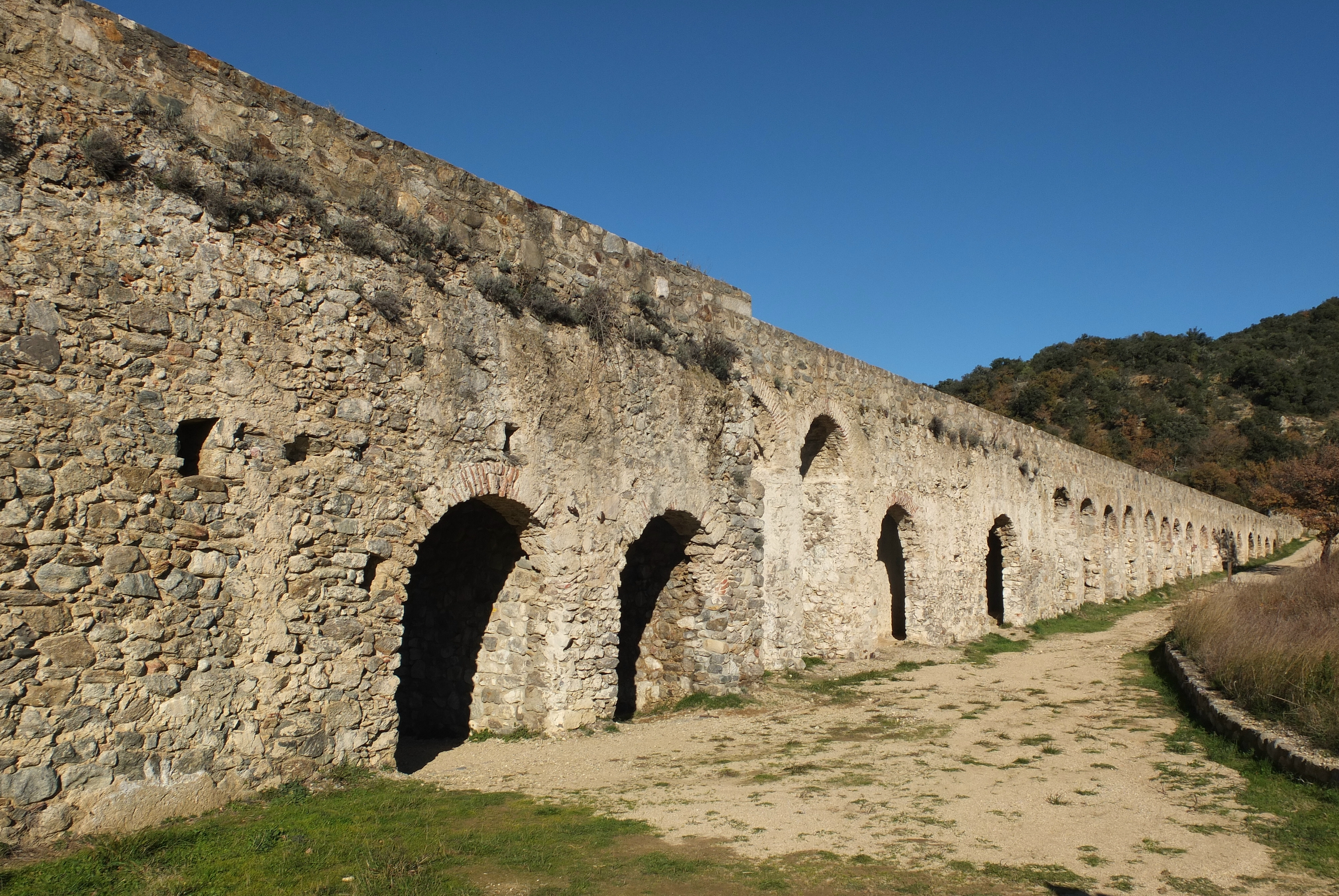
Aqueduc romain d'Ansignan.

La présence du pont-aqueduc, dont les fondations pourraient dater du IIIe siècle apr. J.-C. (220-270), permet de supposer une présence romaine. Plusieurs monnaies anciennes ont été retrouvées, datant notamment de la Narbonne pré-romaine, ainsi qu'un denier de 46 av. J.-C..
L'église pré-romane, située au lieu-dit « le Moulin » (près du confluent de l'Agly et de la Désix), marque l'ancien emplacement du village. Sa construction date des alentours du IXe siècle ou du Xe siècle. Elle est dédiée à Saint-Nazaire et Saint-Celse. Les habitants se sont déplacés sur la colline, à quelques centaines de mètres, pour éviter semble-t-il les crues répétées de la rivière proche. Une porte fortifiée romane, marque d'une ancienne fortification, situe la naissance du nouveau village autour du XIIIe siècle.
Du XIVe siècle jusqu'à la Révolution, la famille du Vivier possède la majeure partie du territoire. Après Antoine du Vivier, Pierre du Vivier est seigneur d'Ansignan en 1503. Puis en 1750, c'est au tour du sieur de Roquefort du Vivier, doyen du chapitre de Saint-Paul-de-Fenouillet.

## Politique et administration

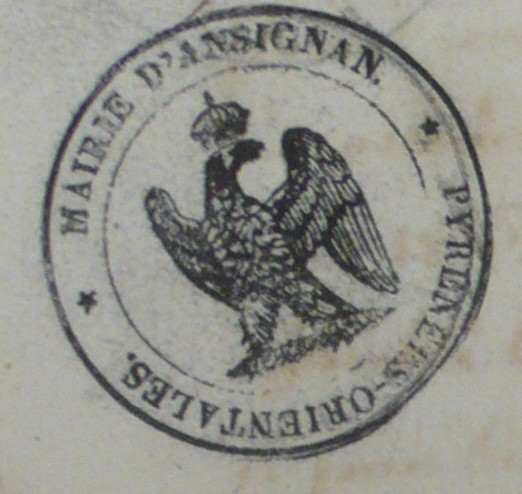
Sceau de la mairie d'Ansignan en 1815.

### Canton
En 1790, la commune d'Ansignan est rattachée au canton de Saint-Paul, renommé plus tard canton de Saint-Paul-de-Fenouillet, qu'elle ne quitte plus par la suite,.
À compter des élections départementales de 2015, la commune d'Ansignan rejoint le nouveau canton de la Vallée de l'Agly.

### Administration municipale
L'équipe municipale comprend en 2014 onze élus : sept hommes (le maire, deux adjoints et quatre conseillers municipaux) et quatre femmes (quatre conseillères municipales).

### Liste des maires

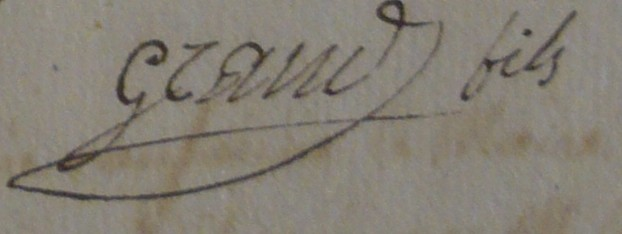
Signature du maire Joseph Grand (fils) en 1815.

| Période  | Période      | Identité                | Étiquette | Qualité          |
| -------- | ------------ | ----------------------- | --------- | ---------------- |
| 1935     | 1977         | Etienne Bascou          |           |                  |
| 1977     | 1999         | Guy Barbaza             |           |                  |
| 1999     | 2001         | Guy Audouy              |           |                  |
| 2001     | 2014         | Mauricette Pelissier    | DVG       |                  |
| 2014     | juillet 2016 | Jean-Pierre Pilart      |           |                  |
| 2016     | 2020         | Eric Izar               | SE        | Salarié agricole |
| mai 2020 | En cours     | Jean-Philippe Struillou |           |                  |

### Politique environnementale
La commune pratique le tri sélectif des déchets. La déchèterie la plus proche est située à Lesquerde.

## Population et société

### Démographie

#### Démographie ancienne
La population est exprimée en nombre de feux (f) ou d'habitants (H).
| 1693 | 1709 | 1720 | 1774 | 1788  | 1789 |
| ---- | ---- | ---- | ---- | ----- | ---- |
| 38 f | 44 f | 31 f | 44 f | 187 H | 46 f |

#### Démographie contemporaine
L'évolution du nombre d'habitants est connue à travers les recensements de la population effectués dans la commune depuis 1793. Pour les communes de moins de 10 000 habitants, une enquête de recensement portant sur toute la population est réalisée tous les cinq ans, les populations de référence des années intermédiaires étant quant à elles estimées par interpolation ou extrapolation. Pour la commune, le premier recensement exhaustif entrant dans le cadre du nouveau dispositif a été réalisé en 2006.

En 2022, la commune comptait 168 habitants, en évolution de +0,6 % par rapport à 2016 (Pyrénées-Orientales : +3,92 %, France hors Mayotte : +2,11 %).
| 1793 | 1800 | 1806 | 1821 | 1831 | 1836 | 1841 | 1846 | 1851 |
| ---- | ---- | ---- | ---- | ---- | ---- | ---- | ---- | ---- |
| 221  | 248  | 276  | 277  | 317  | 306  | 307  | 288  | 301  |

| 1856 | 1861 | 1866 | 1872 | 1876 | 1881 | 1886 | 1891 | 1896 |
| ---- | ---- | ---- | ---- | ---- | ---- | ---- | ---- | ---- |
| 271  | 287  | 293  | 295  | 273  | 276  | 281  | 289  | 274  |

| 1901 | 1906 | 1911 | 1921 | 1926 | 1931 | 1936 | 1946 | 1954 |
| ---- | ---- | ---- | ---- | ---- | ---- | ---- | ---- | ---- |
| 300  | 278  | 248  | 252  | 246  | 268  | 263  | 245  | 229  |

| 1962 | 1968 | 1975 | 1982 | 1990 | 1999 | 2006 | 2011 | 2016 |
| ---- | ---- | ---- | ---- | ---- | ---- | ---- | ---- | ---- |
| 225  | 259  | 225  | 194  | 212  | 198  | 181  | 196  | 167  |

| 2021 | 2022 | - | - | - | - | - | - | - |
| ---- | ---- | - | - | - | - | - | - | - |
| 167  | 168  | - | - | - | - | - | - | - |

La première moitié du XIXe siècle est marquée par une augmentation de la population, avec un maximum de 317 habitants en 1831. En 1901, le village compte encore 300 habitants. Pour l'essentiel des habitants, le travail de la terre est la principale activité.
Le XXe siècle voit un lent déclin démographique. On ne compte plus que 225 habitants en 1962, et la population de la commune paraît durablement établie en dessous de la barre des 200 habitants. Mais elle n'a pas connu le déclin catastrophique atteint par les autres communes du Fenouillèdes.
| selon la population municipale des années : | 1968 | 1975 | 1982 | 1990 | 1999 | 2006 | 2009 | 2013 |
| Rang de la commune dans le département      | 120  | 130  | 134  | 133  | 137  | 150  | 148  | 145  |
| Nombre de communes du département           | 232  | 217  | 220  | 225  | 226  | 226  | 226  | 226  |

### Enseignement
Ansignan dispose d'une école maternelle et élémentaire publique, pour un effectif de 24 élèves.

### Manifestations culturelles et festivités
- Fête patronale : 28 juillet[44] ;
- Fête communale : 22 août[44].

### Santé
Les services de santé ainsi que la pharmacie les plus proches sont situés à Saint-Paul-de-Fenouillet.

### Sports
On trouve sur la commune un club de pétanque.

## Économie

### Revenus
En 2018, la commune compte 82 ménages fiscaux, regroupant 159 personnes. La médiane du revenu disponible par unité de consommation est de 15 660 € (19 350 € dans le département).

### Emploi
|                | 2008   | 2013   | 2018   |
| -------------- | ------ | ------ | ------ |
| Commune        | 11,6 % | 10,8 % | 21 %   |
| Département    | 10,3 % | 12,9 % | 13,3 % |
| France entière | 8,3 %  | 10 %   | 10 %   |

En 2018, la population âgée de 15 à 64 ans s'élève à 101 personnes, parmi lesquelles on compte 73 % d'actifs (52 % ayant un emploi et 21 % de chômeurs) et 27 % d'inactifs,. Depuis 2008, le taux de chômage communal (au sens du recensement) des 15-64 ans est supérieur à celui de la France et du département.
La commune fait partie de la couronne de l'aire d'attraction de Perpignan, du fait qu'au moins 15 % des actifs travaillent dans le pôle,. Elle compte 25 emplois en 2018, contre 29 en 2013 et 28 en 2008. Le nombre d'actifs ayant un emploi résidant dans la commune est de 52, soit un indicateur de concentration d'emploi de 48,5 % et un taux d'activité parmi les 15 ans ou plus de 50,7 %.
Sur ces 52 actifs de 15 ans ou plus ayant un emploi, 17 travaillent dans la commune, soit 33 % des habitants. Pour se rendre au travail, 75 % des habitants utilisent un véhicule personnel ou de fonction à quatre roues, 3,8 % les transports en commun, 17,3 % s'y rendent en deux-roues, à vélo ou à pied et 3,8 % n'ont pas besoin de transport (travail au domicile).

## Culture locale et patrimoine

### Lieux et monuments

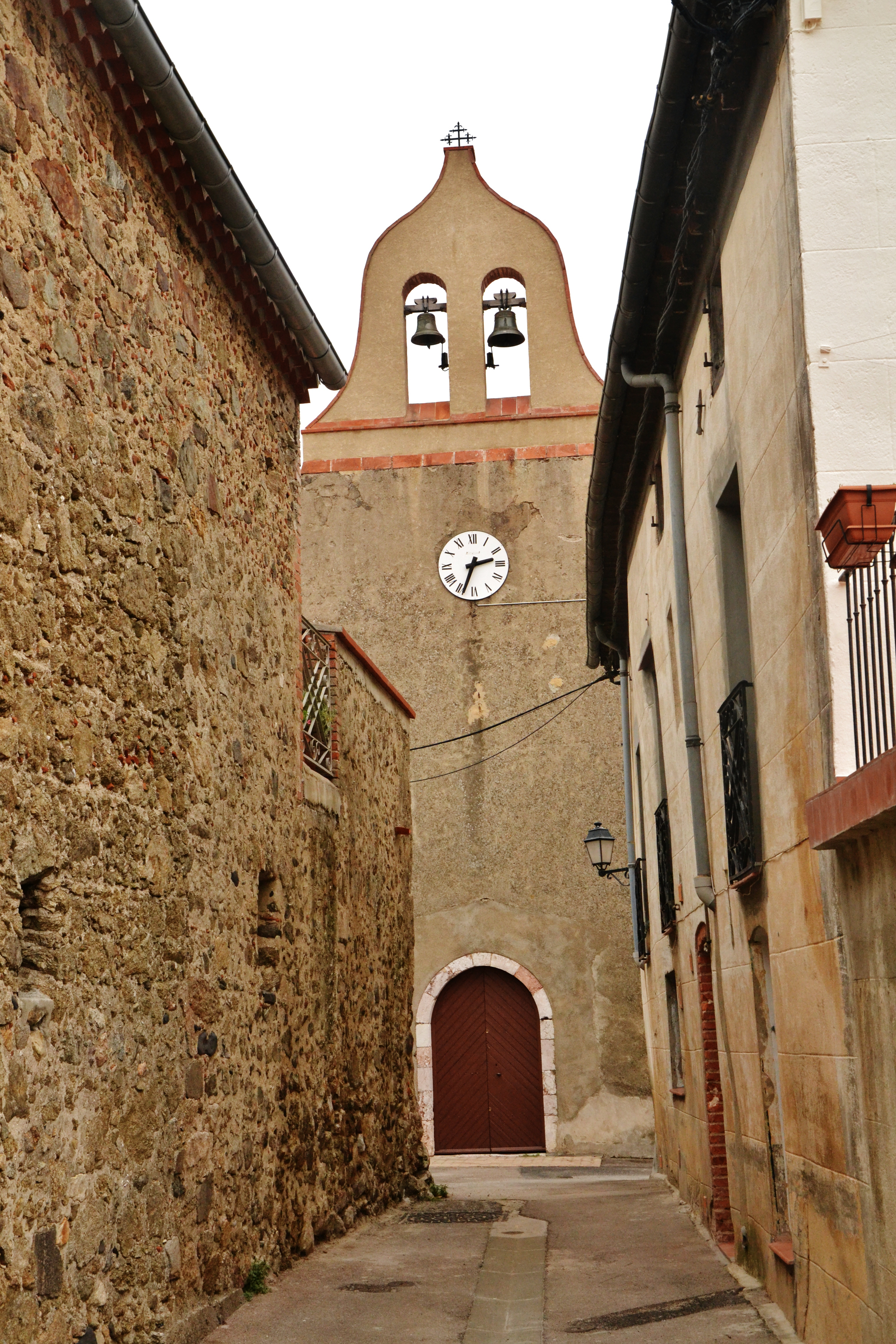
L'église paroissiale.

On trouve sur la commune de nombreux vestiges anciens.
- Le dolmen de la Rouyre ;
- Le pont-aqueduc d'Ansignan : d'origine romaine et médiévale, qui enjambe l'Agly, au nord du village ;
- Ruines de l'ancienne église Saint-Nazaire-et-Saint-Celse, préromane ;
- Ruines de l'ancien pont médiéval, situé près de l'église préromane ;
- Ruines du château des Albas (XIe et XIIe siècles) et de son église (XIIIe siècle) : placé au sommet d'un rocher dominant la rivière et aujourd'hui réduit à une tour, sa fonction d'origine est inconnue, étant situé trop bas pour communiquer avec les tours à signaux du Fenouillèdes, par exemple[47] ;
- L'église paroissiale Saint-Nazaire-et-Saint-Celse du XVIIe siècle, contenant une chaire de la même époque et diverses statues du XVIIIe siècle[44].

### Équipements culturels
La commune possède une ludothèque associative. La bibliothèque est ouverte tous les jours (horaire d'ouverture du secrétariat de mairie) et se situe à la Mairie.

### Héraldique
| Armes d'Ansignan | Les armes peuvent se blasonner ainsi : De gueules à la croix cléchée, vidée et pommetée de douze pièces d'or (croix occitane); au chef d'or chargé d'un aqueduc d'argent de neuf arches de sable, surmonté de l'inscription « Centre du Fenouillèdes » en lettres du même. |